# Zaborze-Kolonia
Zaborze-Kolonia – kolonia w Polsce położona w województwie lubelskim, w powiecie opolskim, w gminie Karczmiska.
W latach 1975–1998 miejscowość administracyjnie należała do ówczesnego województwa lubelskiego.
Kolonia nie ma statusu sołectwa w gminie Karczmiska.